# Wivi Lönn
Wivi  Lönn (20. května 1872 Tampere – 27. prosince 1966 Helsinky), rozená Olivia Mathilda Lönn, byla finská architektka. Byla první ženou, která si založila vlastní architektonickou kancelář a které finský svaz architektů udělil čestný titul „profesorka“.

## Raný život a vzdělání
Olivia Mathilda Lönn se narodila 20. května 1872 ve vesnici Onkiniemi nedaleko Tampere, jejím otcem byl místní sládek Wilhelm Lönn a matkou Mathilda Siren. Po absolvování průmyslové školy v Tampere se přestěhovala do Helsinek. V letech 1893 až 1896 studovala architekturu na Polytechnické univerzitě v Helsinkách. Ve stejném období získala první cenu v několika architektonických soutěžích. Během svého života navázala blízké přátelství s Hannou Parviainen, se kterou mnohokrát spolupracovala.

## Pozdější kariéra

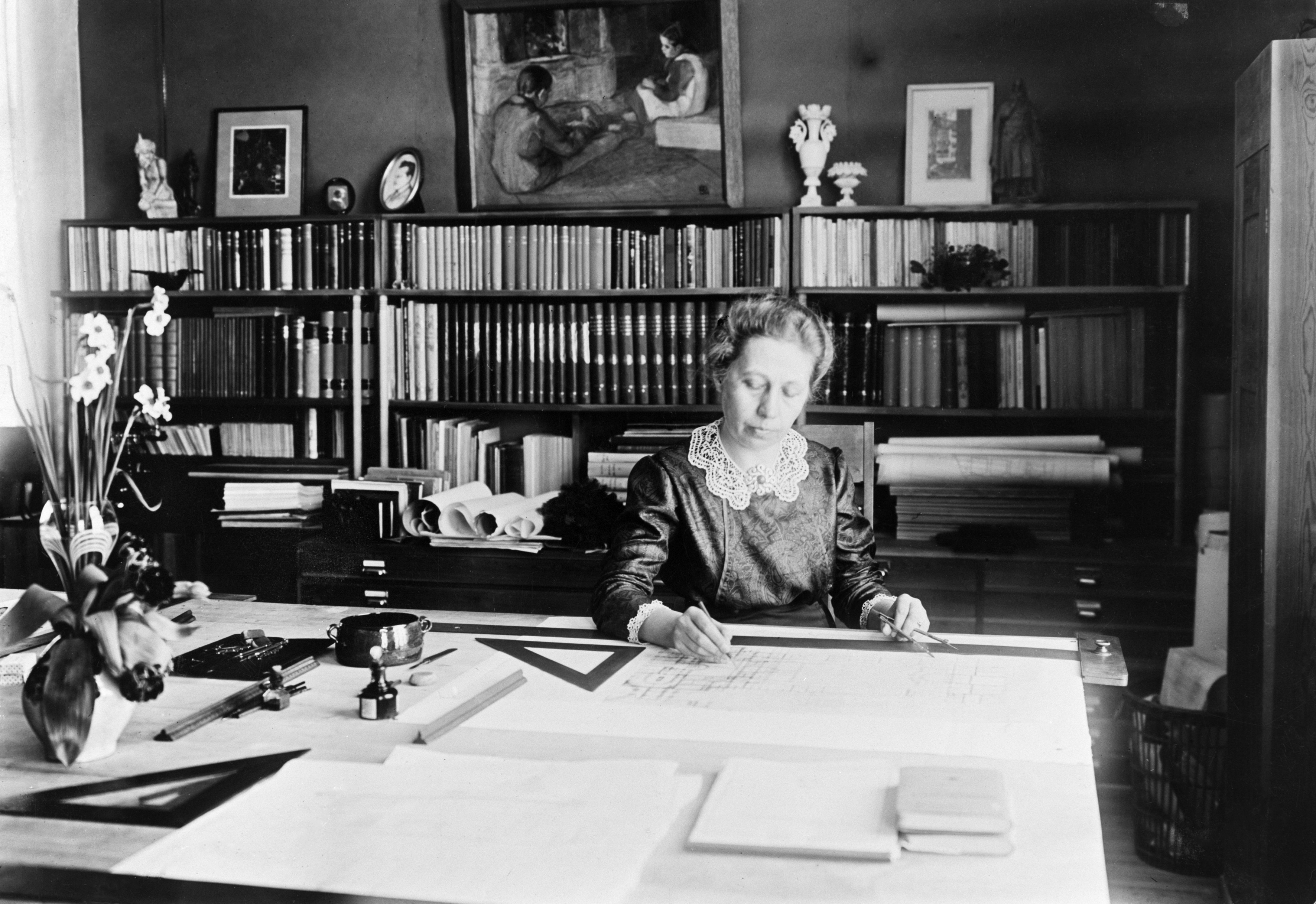
Lönnová pracuje na návrhu.

Po absolvování univerzity následovalo založení vlastní architektonické kanceláře, čímž se stala první samostatně praktikující architektkou ve Finsku V roce 1904 získala první cenu za architekturu v soutěži obchodní školy v Tampere. V letech 1909–1913 navrhla a postavila spolu s Armasem Lindgrenem divadlo Estonia v secesním stylu a Nový studentský dům Uusi Ylioppilastalo, V roce 1913 se přestěhovala do Jyväskylä, kde vypracovala několik architektonických projektů, mimo jiné školu, továrnu a několik dalších budov.

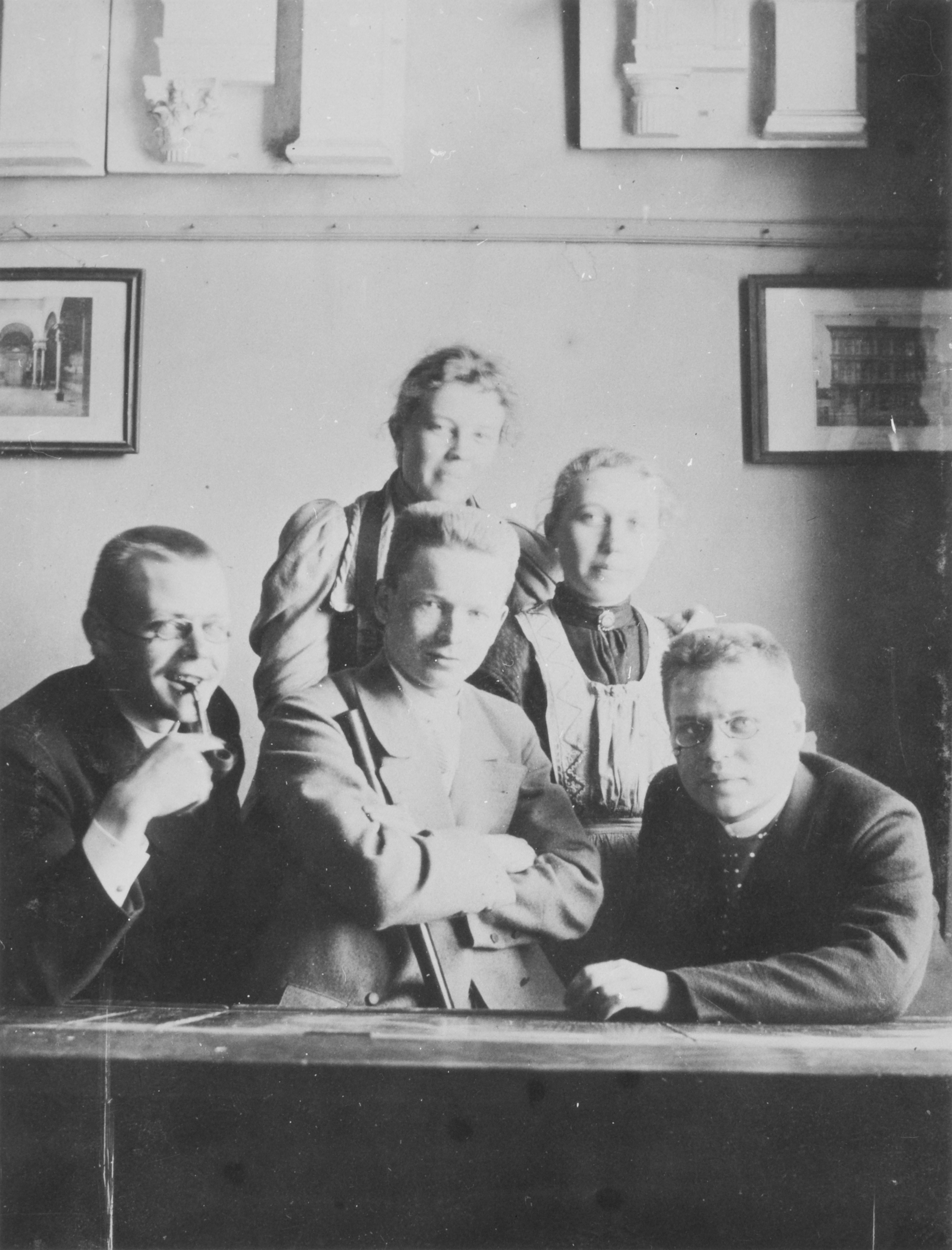
Zleva: Montell Torsten, Saarinen Eliel, Lindgren Armas, druhá řada zleva Albertina Östman a Wivi Lönn, 1896

V roce 1910 navrhla dům v Jyväskylä známého architekta Alvara Aalta. Projekt byl dokončen v roce 1915. Ve dvacátých letech 20. století spolupracovala s Hannou Parviainen na mnoha architektonických projektech v oblasti Jyväskylä, například na mateřských školách, zdravotnických stanicích, kostele a knihovně. Ve stejné době navrhla a postavila sídlo Křesťanského sdružení mladých žen (YWCA) v Helsinkách. V roce 1945 byla také dokončena jí navržená geofyzikální observatoř v Sodankylä. V roce 1956 se stala první ženou, které finská asociace architektů SAFA udělila čestný titul „profesorka“.
Wivi Lönn zemřela 27. prosince 1966 v Helsinkách a je pohřbena na hřbitově Kalevankangas v Tampere.

## Pocty
V roce 2010 odhalila sochařka Sonja Vectomovová bronzovou sochu Lönnové uprostřed soukromého parku naproti někdejšímu sídlu samotné Lönnové, jejíž obrys se objevuje na podstavci (nejasný odkaz na to, že stejný obrys použila Lönnová na psí boudě, kterou navrhla).
V roce 2022 uplynulo 150 let od narození Wivi Lönn. Při této příležitosti uspořádalo Muzeum finské architektury velkou retrospektivu jejího života a kariéry s názvem „LONG LIVE WIVI LÖNN!“, která byla v muzeu k vidění v termínu od 29. dubna 2022 do 08. ledna 2023. Součástí muzejní expozice je také oddíl věnovaný historii a činnosti sdružení Architecta.
Architecta, finská asociace architektek, byla založena v roce 1942, přibližně v době 70. narozenin Wivi Lönn, které oslavila 20. května téhož roku. Čtyřicet šest finských architektek se sešlo v Domě umělců Lallukka v Helsinkách, aby společně oslavily její narozeniny a založily klub architektek – Architecta. Cílem bylo vzdělávání členek v odborných otázkách a vzájemná podpora. Wivi Lönn se stala první čestnou členkou. Architecta patří mezi nejstarší sdružení architektek na světě.

## Galerie

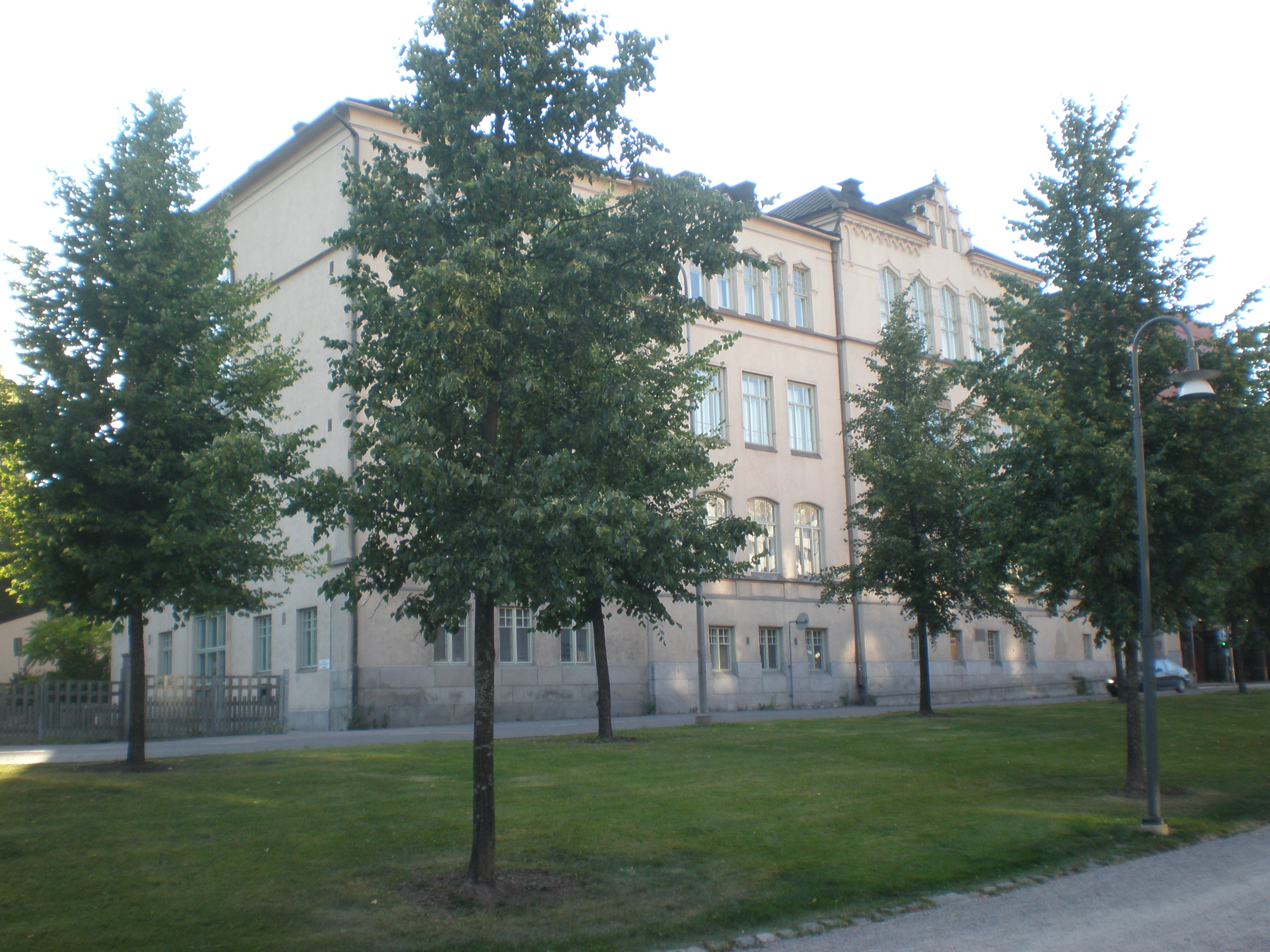
Finská dívčí škola v Tampere, 1902
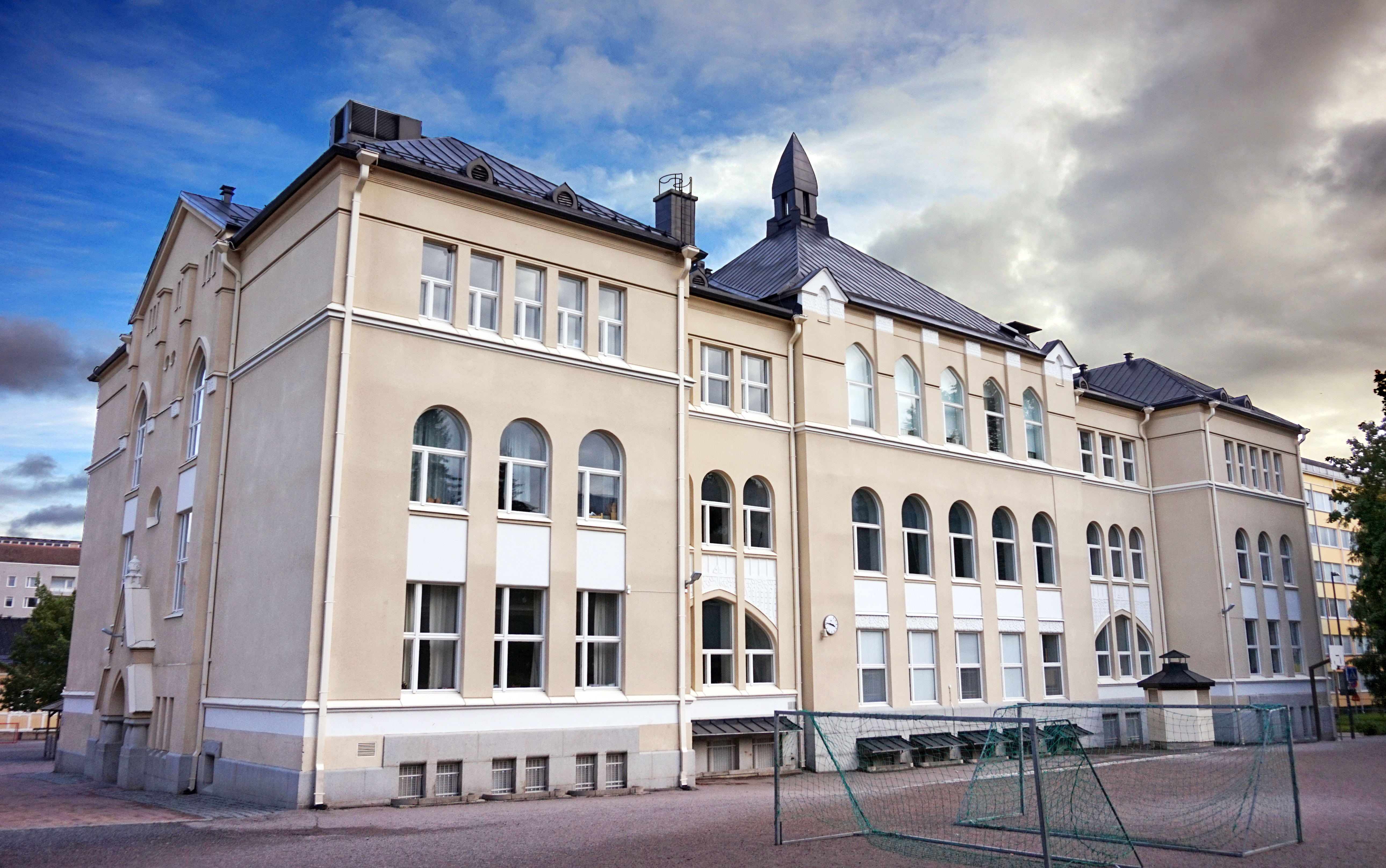
Alexandrova škola v Tampere, 1904
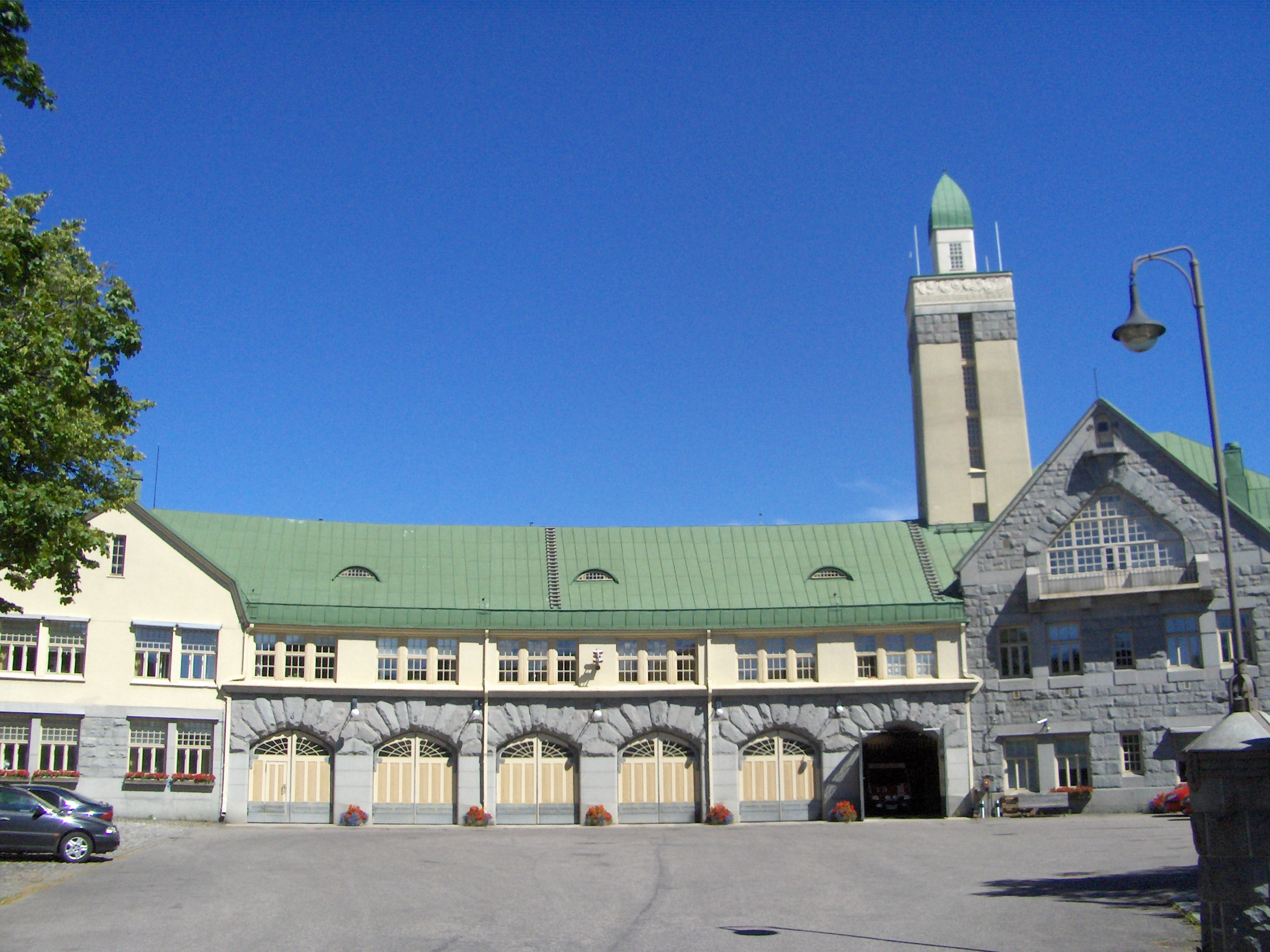
Hasičská zbrojnice v Tampere, 1908
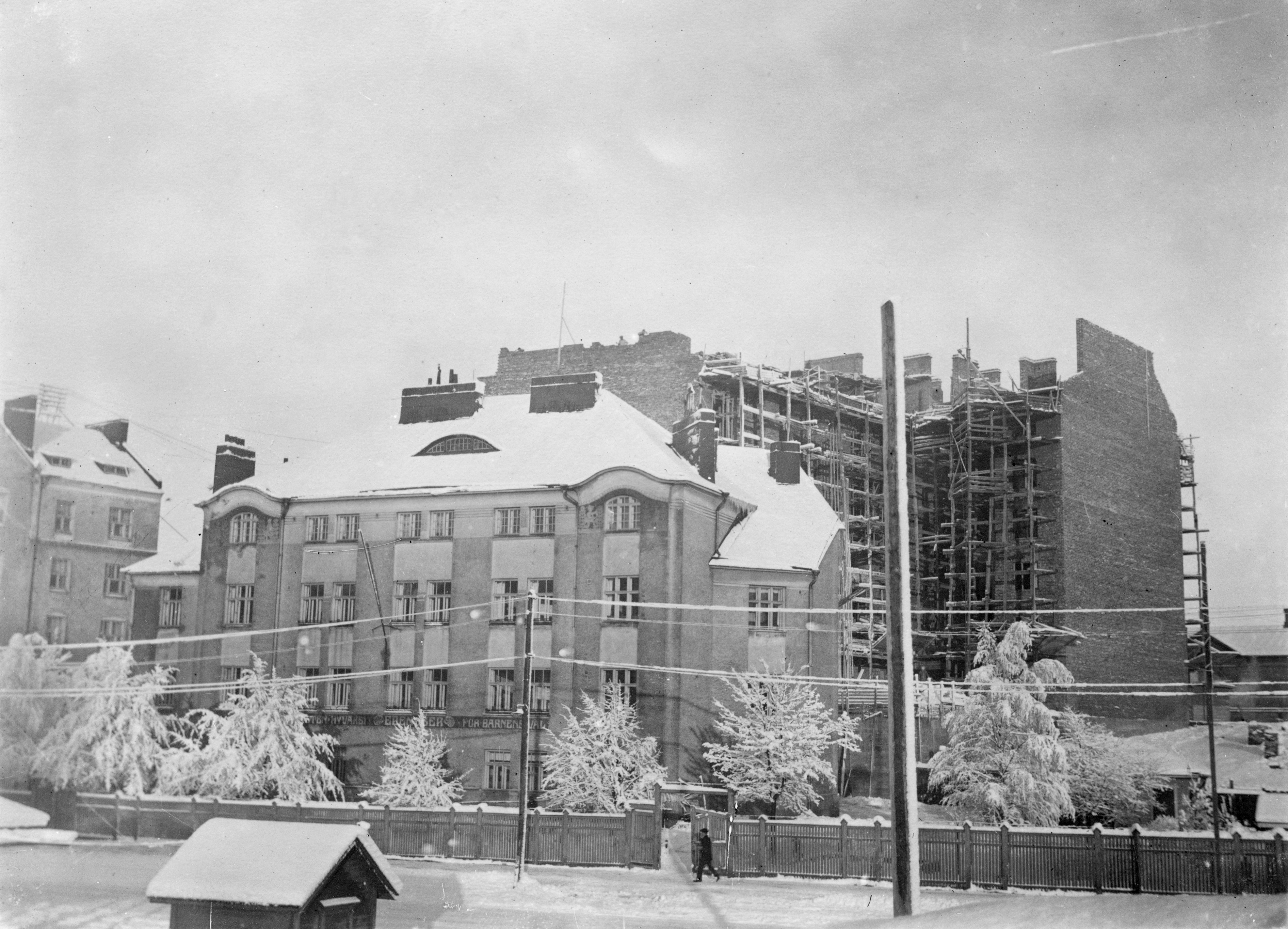
Mateřská škola Ebenezer, Helsinky, 1908
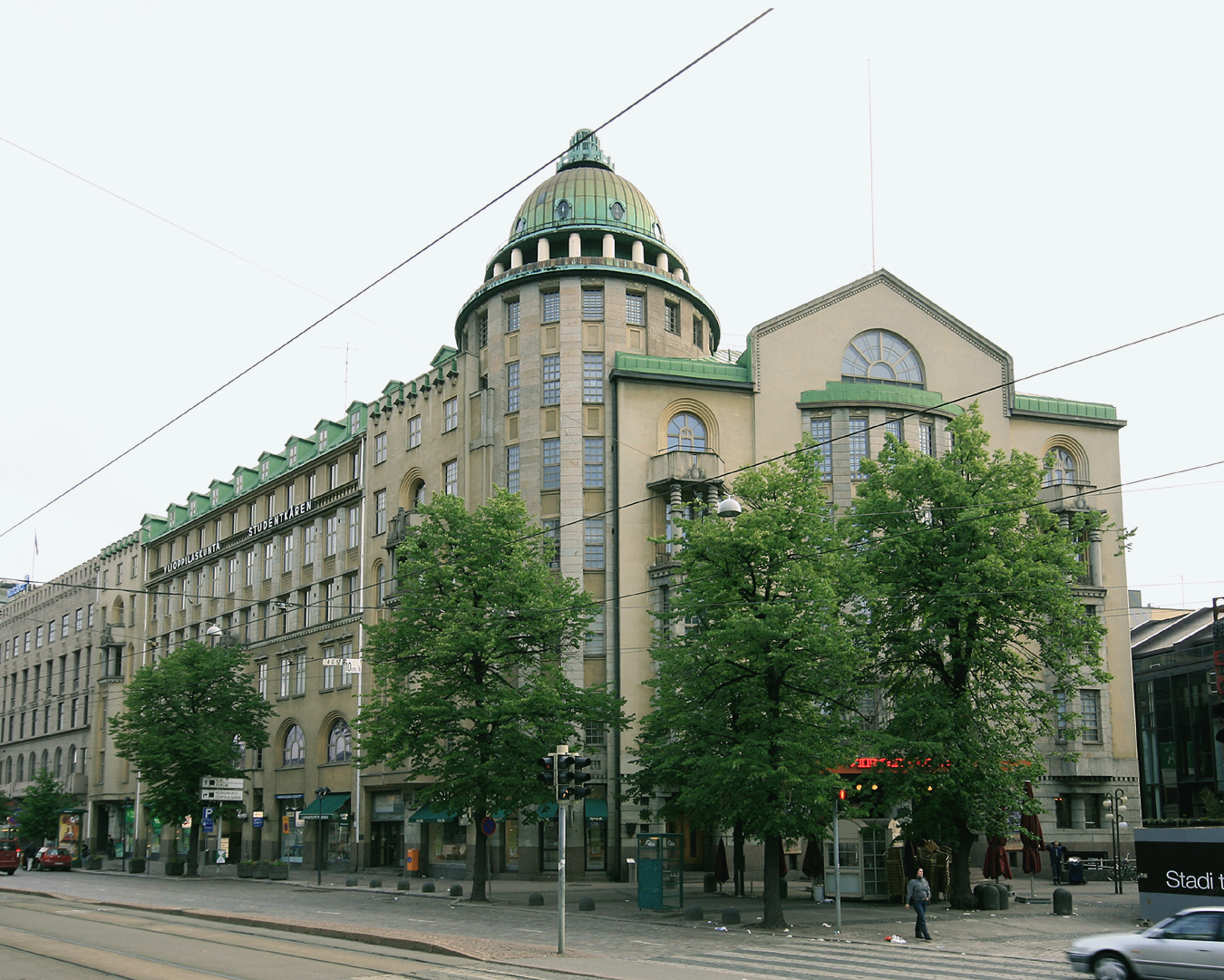
Nový studentský dům v Helsinkách, 1910
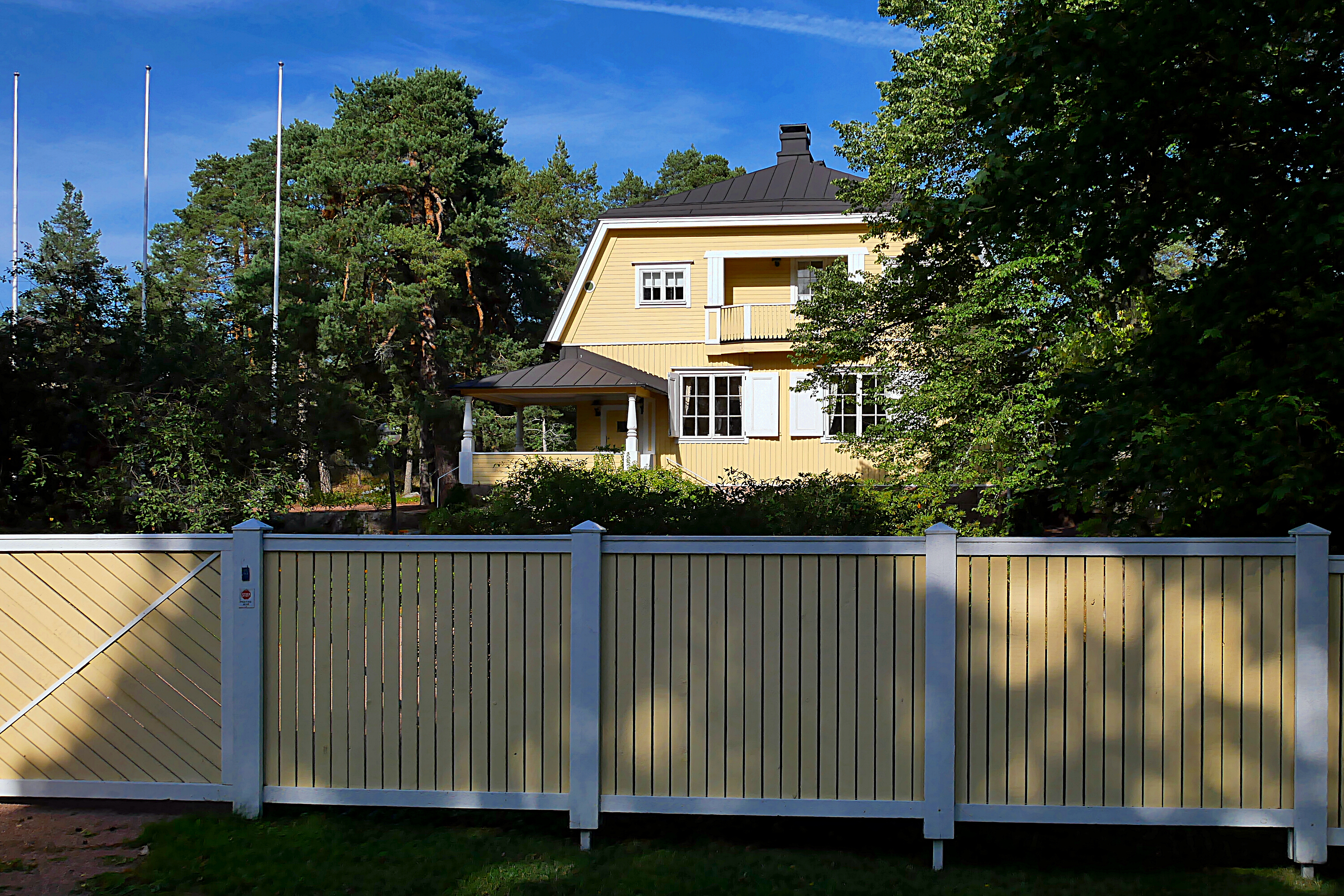
Villa Koli v Espoo, 1915
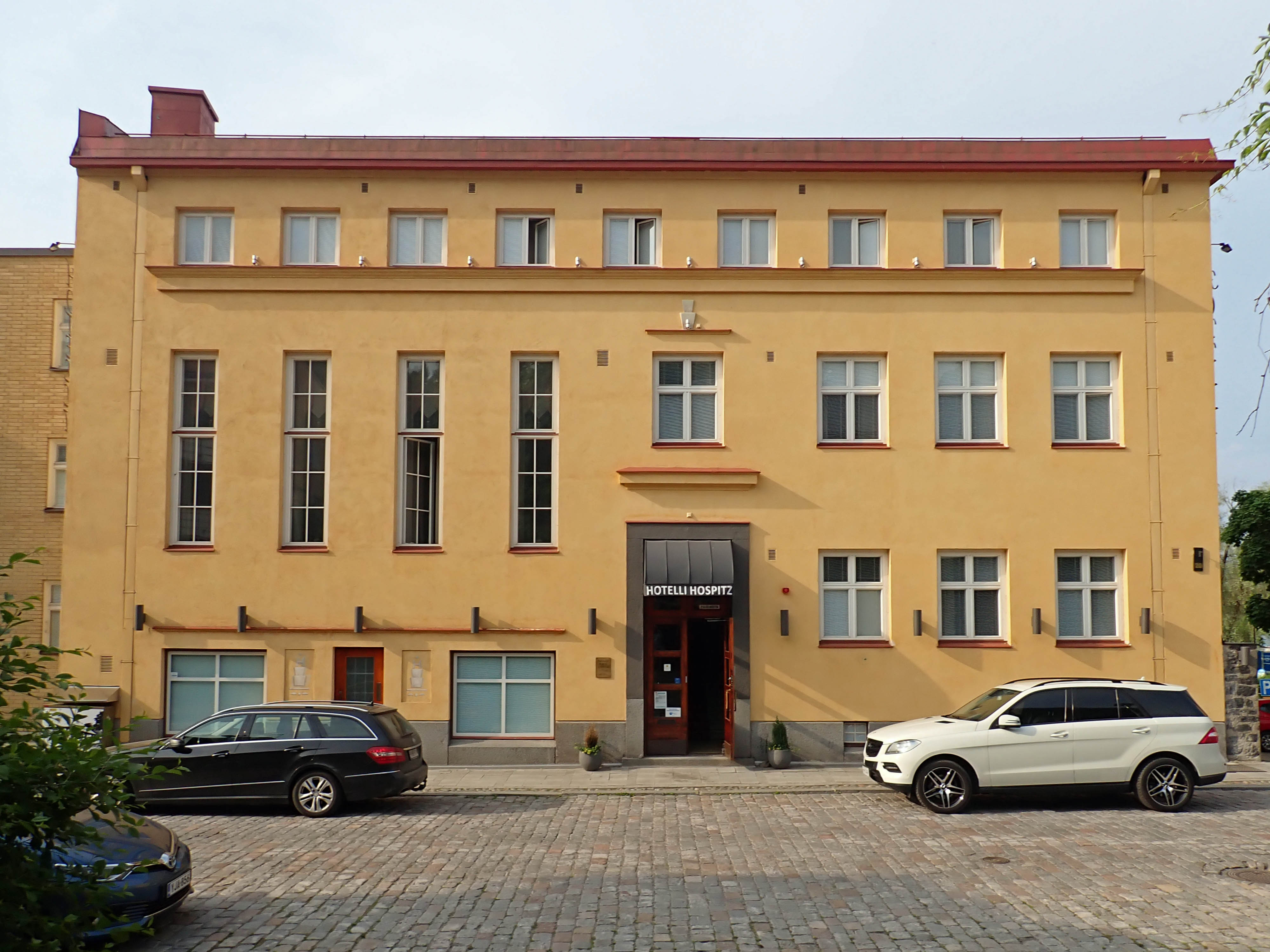
Budova YWCA, nyní Hotel Hospitz, Savonlinna, 1933